# 季诺维也夫书信
季诺维也夫书信（英語：Zinoviev letter）是英国《每日邮报》于1924年英国大选前4日刊登的一份文件。此信据称是共产国际领导人季诺维也夫给大不列颠共产党的指令，季诺维也夫命令其从事煽动、叛乱。信中称工党将恢复英国与苏联的外交关系，以更快地发动英国工人阶级。这些信构成苏联对英国政治的干涉，并极大地冒犯英国选民，使英国选民反对工党。当时，该信貌似是真实的，但现代历史学家普遍认为该信为伪造。季诺维也夫书信帮助英国保守党获得压倒性胜利。